# Lethrus acutangulus
Lethrus acutangulus es una especie de coleóptero de la familia Geotrupidae.

## Distribución geográfica
Habita en Irán.